# 人間組曲現象
人間組曲現象（にんげんくみきょくげんしょう）は、日本の創作集団・音楽ユニット。

## 概要
2010年に発足・結成。楽曲は主にSoundCloudなどの音楽アップロードサイトにメンバー自らが公開する。やや懐かしい感じのシティーポップスサウンドと切ないメロディーが特徴。
2014年10月、活動を終了。

## メンバー
- ナ〆ナナメ

人間組曲現象の中心メンバー。主に作曲・編曲を担当。
- ちーぱー

人間組曲現象の中心メンバー。主に作詞を担当。
- かづ坊

人間組曲現象の中心メンバー。「季節」にてマイクを握って以来、メインボーカルを担当。

### ゲストメンバー
- 人間そっくり

派生ユニット、WEEKEND×WEEKEND（うぃーくえんどうぃーくえんど）のリーダー。作詞・作曲・ボーカルを担っている。また、アートワーク制作等、デザイナーとしても参加。
- かたなろぐ

派生ユニット、たまゆらうたのリーダー。作詞・作曲・ボーカルを担当。
- カミジョウケイ

デザイナー/アートディレクター。アートワークや人間組曲現象のユニットアイコンを制作。
- あげは（@ageha1980）

「フラペチーノ」のボーカル。
- いーとも（@hitam_tomo）

「桜心」の作詞。
- キムラヤスヒロ(鳩)(@fdrbdr)

「でしょ」の作詞・ボーカル。
- トーニャハーディング(@tonya_harding)

「neon city」、「夏になる～now to need your love～」のボーカル。